# کیک رولت
کیک رولت یا رولت سوئیسی (به انگلیسی: Swiss roll)، نوعی کیک اسفنجی است. کیک به صورت نازک پخته شده و سپس بر روی آن مربا یا خامهٔ زده شده به همراه میوه‌های تازه، کرم کره یا مواد دیگر مالیده شده و سپس پیچانده می‌شود. ممکن است سطح رولت با شکلات پوشانده شود. در هنگام خوردن رولت به عرض ۳–۲ سانتیمتر بریده می‌شود. نوعی که در آن کرم کره بکار می‌رود، دوام بیشتری نسبت از نوع خامه‌ای شکل دارد.